# Juanpe Ramírez
Juan Pedro Ramírez López (Las Palmas de Gran Canaria, 30 de abril de 1991), conocido como Juanpe, es un futbolista español. Juega en la posición de defensa y desde 2025 milita en el Atlético San Luis de la Primera División de México.

## Trayectoria
Juanpe llega procedente del Doramas con 14 años como cadete a la cadena de filiales de la Unión Deportiva Las Palmas. En la temporada 2008-09, siendo juvenil, debutó en el primer filial amarillo en Segunda B, incluso jugó varios amistosos con el primer equipo. El debut oficial en Segunda División le llegó el 13 de junio de 2009 en la penúltima jornada de esa misma temporada frente al Rayo Vallecano, saltando desde el banquillo en un partido que finalizó 0-0. Al año siguiente jugó toda la temporada en el filial ahora en el grupo XII de tercera.
En temporada 2010-11, Juanpe se convierte en profesional con el primer equipo, como parte del proyecto de cantera del club. A mitad de esa temporada se le detectó una arritmia benigna que lo mantuvo fuera de la actividad hasta el final del curso.
Tras cuatro temporadas en el club canario rescindió su contrato para fichar por el Racing de Santander por una temporada con opción a otra. Al finalizar el primer año fichó por el Granada C. F. para incorporarse a su filial de la segunda división B. Sin embargo a finales de agosto el Granada C. F. decidió cederlo por una temporada a su club de origen, el Racing.
Tras el descenso del Racing vuelve a Granada, para, el 21 de julio de 2015, ser cedido de nuevo, esta vez al Real Valladolid por una temporada. El 7 de julio de 2016 se desvinculó del Granada para fichar por el Girona F. C.. En la primera temporada en el club gerundense consiguió el ascenso a Primera División.
Tras ocho temporadas seguidas en Girona, en junio de 2024 renovó el contrato por un año más. De esta manera pudo debutar en Liga de Campeones el 22 de octubre de 2024, marcando un gol de falta directa ante el Slovan de Bratislava. En junio de 2025 abandonó el club gironí tras 9 temporadas en las que consiguió dos ascensos y siendo el segundo jugador con más partidos oficiales 265.
El 13 de junio se incorporó al Atlético San Luis de la Primera División de México.

## Estadísticas

### Clubes
Actualizado al último partido disputado el 14 de mayo de 2025.
| Club                               | Div.          | Temporada     | Liga  | Liga  | Copas nacionales | Copas nacionales | Copas internacionales | Copas internacionales | Total | Total |
| Club                               | Div.          | Temporada     | Part. | Goles | Part.            | Goles            | Part.                 | Goles                 | Part. | Goles |
| ---------------------------------- | ------------- | ------------- | ----- | ----- | ---------------- | ---------------- | --------------------- | --------------------- | ----- | ----- |
| U. D. Las Palmas Atlético · España | 2.ª B         | 2008-09       | 11    | 1     | ―                | ―                | ―                     | ―                     | 11    | 1     |
| U. D. Las Palmas Atlético · España | 3.ª           | 2009-10       | 3     | 1     | ―                | ―                | ―                     | ―                     | 3     | 1     |
| U. D. Las Palmas Atlético · España | Total club    | Total club    | 14    | 2     | 0                | 0                | 0                     | 0                     | 14    | 2     |
| U. D. Las Palmas · España          | 2.ª           | 2008-09       | 1     | 0     | 0                | 0                | ―                     | ―                     | 1     | 0     |
| U. D. Las Palmas · España          | 2.ª           | 2010-11       | 10    | 0     | 1                | 0                | ―                     | ―                     | 11    | 0     |
| U. D. Las Palmas · España          | 2.ª           | 2011-12       | 2     | 0     | 0                | 0                | ―                     | ―                     | 2     | 0     |
| U. D. Las Palmas · España          | Total club    | Total club    | 13    | 0     | 1                | 0                | 0                     | 0                     | 14    | 0     |
| Racing de Santander · España       | 2.ª B         | 2013-14       | 30    | 4     | 5                | 0                | ―                     | ―                     | 35    | 4     |
| Racing de Santander · España       | 2.ª           | 2014-15       | 36    | 3     | 0                | 0                | ―                     | ―                     | 36    | 3     |
| Racing de Santander · España       | Total club    | Total club    | 66    | 9     | 5                | 0                | 0                     | 0                     | 71    | 9     |
| Real Valladolid C. F. · España     | 2.ª           | 2015-16       | 33    | 0     | 1                | 0                | ―                     | ―                     | 34    | 0     |
| Real Valladolid C. F. · España     | Total club    | Total club    | 33    | 0     | 1                | 0                | 0                     | 0                     | 34    | 0     |
| Girona F. C. · España              | 2.ª           | 2016-17       | 34    | 2     | 0                | 0                | ―                     | ―                     | 34    | 2     |
| Girona F. C. · España              | 1.ª           | 2017-18       | 35    | 5     | 0                | 0                | ―                     | ―                     | 35    | 5     |
| Girona F. C. · España              | 1.ª           | 2018-19       | 33    | 0     | 3                | 0                | ―                     | ―                     | 36    | 0     |
| Girona F. C. · España              | 2.ª           | 2019-20       | 37    | 0     | 0                | 0                | ―                     | ―                     | 37    | 0     |
| Girona F. C. · España              | 2.ª           | 2020-21       | 19    | 2     | 0                | 0                | ―                     | ―                     | 19    | 2     |
| Girona F. C. · España              | 2.ª           | 2021-22       | 42    | 2     | 3                | 0                | ―                     | ―                     | 45    | 2     |
| Girona F. C. · España              | 1.ª           | 2022-23       | 19    | 1     | 0                | 0                | ―                     | ―                     | 19    | 1     |
| Girona F. C. · España              | 1.ª           | 2023-24       | 17    | 0     | 4                | 0                | ―                     | ―                     | 21    | 0     |
| Girona F. C. · España              | 1.ª           | 2024-25       | 19    | 0     | 2                | 0                | 5                     | 1                     | 6     | 1     |
| Girona F. C. · España              | Total club    | Total club    | 252   | 12    | 12               | 0                | 5                     | 1                     | 265   | 13    |
| Total carrera                      | Total carrera | Total carrera | 378   | 23    | 19               | 0                | 5                     | 1                     | 402   | 24    |

## Palmarés

### Distinciones individuales
| Distinción                                           | Año  |
| ---------------------------------------------------- | ---- |
| Mejor jugador del Grupo VI División de Honor Juvenil | 2008 |